# أحلام نيران (مسلسل)
أحلام نيران، مسلسل كويتي أنتج في عام 1995 وعرض لأول مرة في عام 1996، كتبه طارق عثمان وأخرجه غافل فاضل.

## ملخص القصة
تميل الأديبة الهاوية نيران إلى كتابة القصص، إذ لا تكاد تبدأ في رسم ملامح بطلة قصتها الجديدة، حتى تدهمها رغبة طاغية في أن تتقمص الشخصية، وتغرق في التقمص فتتوهم أن كل الأشخاص الذين يرتبطون بها ويتحركون من حولها من زوج وأصدقاء العائلة هم بقية شخوص القصة، وفي كل مرة يكون الضحية هو زوجها سلطان، فضلاً عن أصدقاء العائلة فالح وزوجته أمينة.

## الفنانين المشاركين
- إيمان محمد علي .. بدور نيران.
- جمال الردهان .. بدور سلطان.
- انتصار الشراح .. بدور أمينة.
- إبراهيم الحربي .. بدور فالح.
- أحمد الصالح .. بدور حمود.
- أحمد مساعد.
- محمد حسن.
- زهرة الخرجي.
- أنوار سعيد.